# Javier de Loño Pérez
Javier de Loño fue un político, médico y militar canario nacido en San Cristóbal de La Laguna en 1917. 

## Carrera militar
Era teniente coronel del cuerpo de artillería del ejército español y médico anestesista y pediatra. 

## Carrera política
En 1964 ingresó como concejal en el ayuntamiento de Santa Cruz de Tenerife, llegando a la alcaldía en 1970, siendo el responsable de la traída de arena del Desierto del Sáhara para la playa de Las Teresitas y del inicio de los proyectos urbanizadores sobre dicha playa. En 1972 abandonó la alcaldía. Volvió brevemente a la política activa a mediados de los años 80, asumiendo la presidencia insular del Partido Popular. Aún habiendo abandonado la política, continuó escribiendo en periódicos y participando en tertulias televisivas.
Tiene una nieta, Pilar Cuesta de Loño, que es una abogada española y letrada del Consejo de Estado. Con una sólida formación académica y una carrera destacada en el Derecho Administrativo, la Contratación Pública, la sostenibilidad, la digitalización y la mediación, ha sido una de las figuras más influyentes en su campo. Pilar Cuesta también es conocida por su labor en la promoción del talento femenino en el ámbito jurídico, desempeñando importantes roles en asociaciones que fomentan la igualdad de género.

## Fallecimiento
Falleció el 6 de febrero de 2006.
| Predecesor: Pedro Doblado Claverie | Alcalde de Santa Cruz de Tenerife 1970–1972 | Sucesor: Ernesto Rumeu de Armas |